# L'àngel de la llar
Àngel de la llar fa referència a l’arquetip de feminitat que defineix les dones a partir de trets emocionals i naturals i les circumscriu a l'àmbit domèstic. Aquest estereotip, en essència, presenta el rol de la dona en la societat «en qualitat d'esposa, mare i mestressa de casa, encarregada de la família i de la llar», exclosa de la vida pública, social i política.
Pren el nom del títol d'un poema narratiu del poeta i crític anglès Coventry Patmore, publicat l'any 1854, que ha tingut més ressonància pels seus efectes polítics i socials que no pas per la seva rellevància literària. En el poema es refereix a la relació de Patmore amb la seva primera esposa, Emily Augusta Andrews (1824-1862), a la qual considerava l'ideal de dona victoriana, i hi exalta diverses qualitats considerades desitjables en les dones de l'època: domèstica, asexuada, submisa, abnegada, plena de dolçor, passiva en contraposició a l'home i només definida en relació amb ell, de forma dependent i sempre com a esposa i mare.

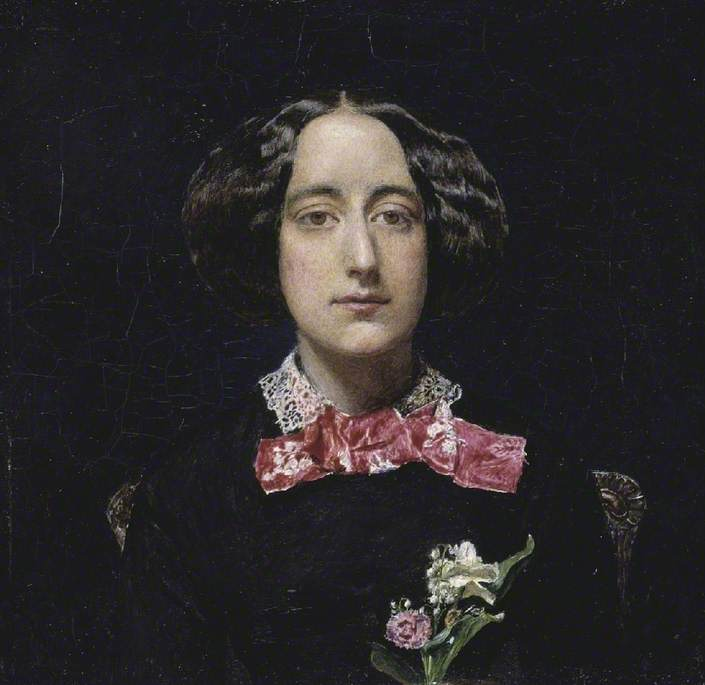
Emily Augusta Andrews, referent del poema «L'Àngel de la llar»

No obstant això, aquest concepte ha transcendit social i políticament com el model del condicionant social de les dones en diversos països i cultures, al llarg dels segles. Una variant local es pot trobar també en el concepte espanyol de la «perfecta casada», també sorgit d'una obra literària, anterior fins i tot a l'àngel de la llar de Patmoreː l'obra homònima del frare Luis de León publicada al 1538. Un altre model d'aquest estereotip es troba en el manual estatunidenc The Young Lady’s Own Book: A Manual of Intellectual Improvement and Moral Deportment [El llibre propi de la dama jove: un manual de millora intel·lectual i conducta moral], publicat al 1836.
En el segle xix els manuals de conducta es revaloritzaren, fent que aquesta figura reemergís a España a través de Pilar Sinués de Marco al 1874, que publicà l'obra El ángel del hogar, amb multitud de reedicions cap al principi del segle xx.
El model de l'àngel de la llar, en definitiva, es tracta d'un ideal masculí que ha tingut ressonància a diferents països europeus, i que mposa una imatge mitificada de la posició de la dona en la societat d'ençà el segle XVII fins a l'actualitat amb evidents reformes i adaptacions a través del temps. Tot i ser un concepte associat al segle xix, la figura de l'àngel en la llar ha aconseguit arribar fins als nostres dies i, a través de certes manifestacions i en la major part de cultures també existeix en el segle XXI.

## Història

### Antecedents

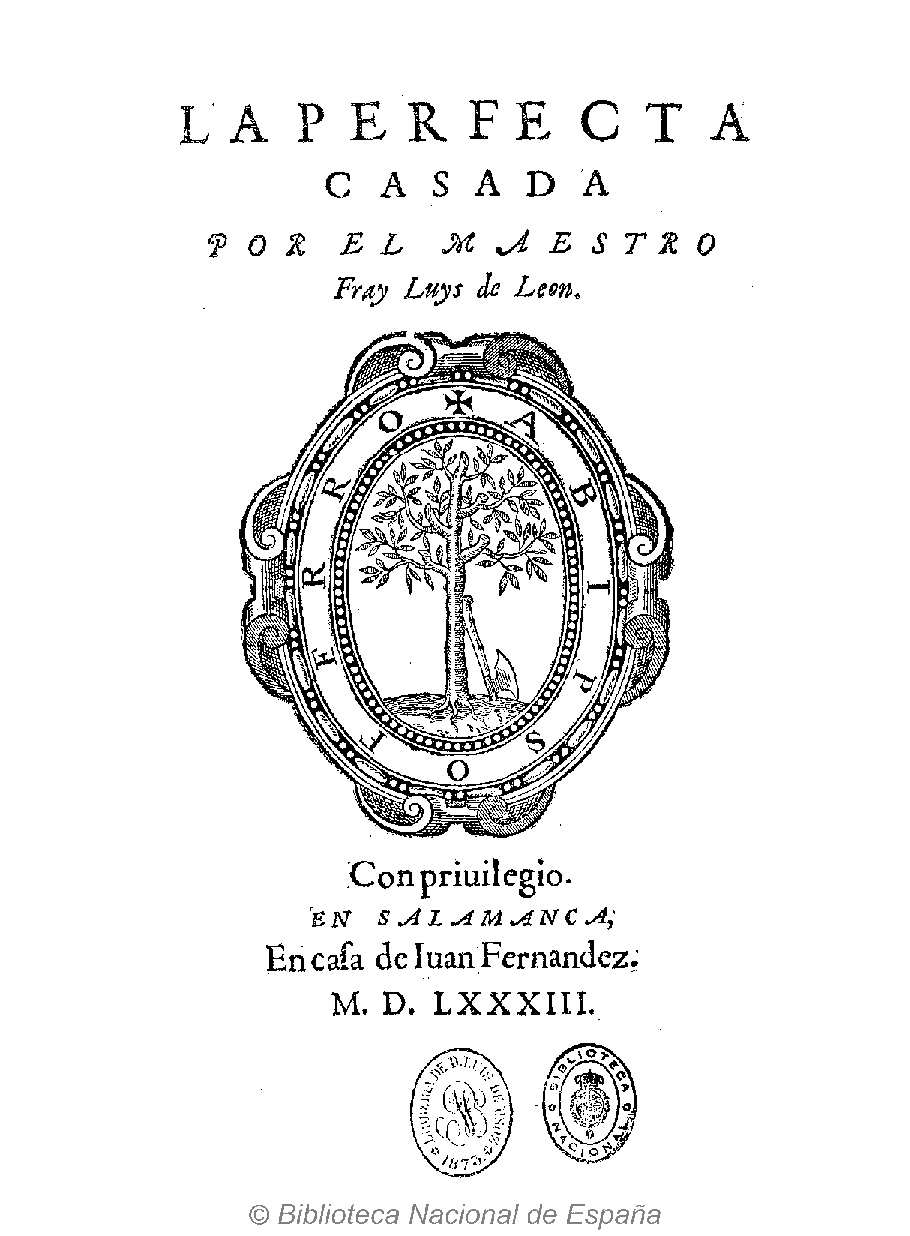
Portada de l'obra "la perfecta casada" escrita per Fray Luis de León i publicada l'any 1584

Els paradigmes femenins o models que marquen la feminitat, són, de forma general, idees i presumpcions establertes des de fora de les dones, que s'inculquen i es naturalitzen a través de l'educació i la socialització, i hi té un paper vital la literatura de l'Europa dels segles XV-XVI.
Una de les primeres manifestacions escrites espanyoles d'aquest ideal femení anterior a l'obra de Patmore va ser l'obra La perfecta casada, de Luis de León. D'acord amb l'esperit de la Contrarreforma, aquests frare escriptor defensava a finals del segle XVI la reclusió de les dones, les quals havien d'oferir als homes «ports desitjats i segurs en què, venint a les seves cases, reposin i es refacin de les tempestes de negocis pesadíssims que corren fora d'elles».
Es presenta un model sacralitzat de les dones, que exigeix el sacrifici o renuncia a elles mateixes per guiar-les a un estat de subordinació aparentment natural. El context general del segle XVI marca com les dones eren més visualitzades com a imperfectes amb relació a l'home i, per tant, menys valuoses i inferiors a aquest. Aquesta obra destaca que, encara que la dona sigui per naturalesa inferior a l'home, és possible arribar a la perfecció de la mateixa manera que un home també pot arribar-hi. Evidentment, els humanistes de l'època fan una clara diferenciació entre l'educació dels homes (que ha de potenciar les seves virtuts i desenvolupar el raciocini) mentre que les indicacions cap a la dona són completament les contraries. Les principals virtuts o tasques marcades per a arribar a la excel·lència en el cas de les dones es basen, primerament, en el matrimoni i la maternitat. Tal com explicita el mateix títol, no es parla en cap moment de l'educació de la dona com a subjecte actiu, sinó amb relació a l'home, en ser-ne l'esposa. Per tant, s'especifica que aquesta havia ser honesta, fidel, domèstica, havia d'atendre al marit en tot moment i en tot el necessari i no ser ociosa, sinó treballadora i cuidar dels fills amb diligència.
Encara que entre aquesta obra i l'obra de Pilar Sinués de Marco hi hagi dos segles de diferència, el model de dona serventa i submisa continua connectat en un procés de renovació constant.

### Origen
És a partir del poema de Coventry Patmore «L'àngel de la llar», que aquest model de conducta femenina va quedar plasmat en l'àmbit literari com un conjunt de virtuts o característiques que eren socialment acceptades i desitjables per les dones, primer al Regne Unit i després en diversos països occidentals i diferents cultures.
El poema planteja un procés de deshumanització i dominació a través de la idealització d'uns valors i tasques molt concretes. Es considerava que la dona victoriana havia de ser:
- Asexuada, pura i casta, encara que la seva tasca fos la de tenir fills
- Virtuosa i ignorant del món perillós de fora de la llar, per tant, també havia de recloure's en la domesticitat de l'esfera privada.
- Superior en l'autoritat sentimental i emocional del marit, però en cap moment igual a ell en cap altre àmbit.
- Submissa i abnegada, sempre posant per davant la felicitat i els desitjos del marit i de la família per sobre dels seus.
- Alegre i dolça, i encarregada de la llar i la cura de la família de forma incondicional com a esposa i mare.

Aquest concepte era recolzat per un rígid sistema patriarcal orientat a tenir poder sobre les dones al mateix temps que constituïa una manera de controlar la institució burgesa per excel·lència del nou segle XIX: la família. D'aquesta manera, l'àngel de la llar pot ser considerada com «la figura que sosté i manté a la família», sent, per tant, un element clau d'ambdues estructures: la patriarcal i la capitalista. No només proporciona rols ben definits i sancionats religiosament pel marit i per la dona, sinó que en combinació amb les poques alternatives per les dones el matrimoni dicotomitza els gèneres i crea tot un imaginari col·lectiu alimentat per diferent literatura popular de l'època, que presenta la imatge «natural» de la dominació masculina envers la submissió femenina. Addicionalment, la construcció d'aquest ideari, en origen victorià, es tracta també d'un procés fonamental de diferenciació de la burgesia i, per tant, un element important en la seva construcció, en oposició a l'aristocràcia.
Per tant, encara que hi havia certa consonància entre els discursos burgesos de finals del segle xix o principis del segle xx respecte a aquest ideal femení, Catherine Jagoe destaca la idea que l'acceptació d'aquest discurs en molts països occidentals va succeir en entrar a la modernitat. A escala legal, sembla que dintre de l'anàlisi dels discursos legals i jurídics de l'època, existeix una falta d'acord entre els diversos models de gènere, i per aquest motiu l'àngel de la llar va contribuir a fer perdurar una forta influencia misògina anterior al món liberal.

#### Crítiques
Virginia Woolf, en el discurs que va pronunciar davant la National Society for Women's Service el  gener de 1931 la Women's Service League de 1931 fa referència a aquest concepte. Ella comenta que ha viscut dues crisis sobre la seva vida professional: per un costat, batallar contra l'espectre de la respectabilitat victoriana (que anomena «l'àngel de la llar» com a burla del poema de Patmore) i la lluita per «dir la veritat sobre la meva pròpia experiència com a cos». Afirma que la primera batalla l'ha guanyada, però no pas la segona, sent aquestes dues lluites parts integrals de la seva alliberació com a escriptora. Així doncs, defineix l'àngel de la llar de la següent manera:
| « | Era intensament simpàtica. Era immensament encantadora. Era totalment desinteressada... Se sacrificava diàriament...; en resum, estava tan absorbida que mai tenia un pensament o un desig propi, sinó que preferia simpatitzar sempre amb els pensaments i els desitjos dels altres. Per sobre de tot... era pura. Se suposava que la seva puresa era la seva principal bellesa... els seus rubors, la seva gran gràcia. En aquells dies -els últims de la Reina Victòria- cada casa tenia el seu Àngel. | » |

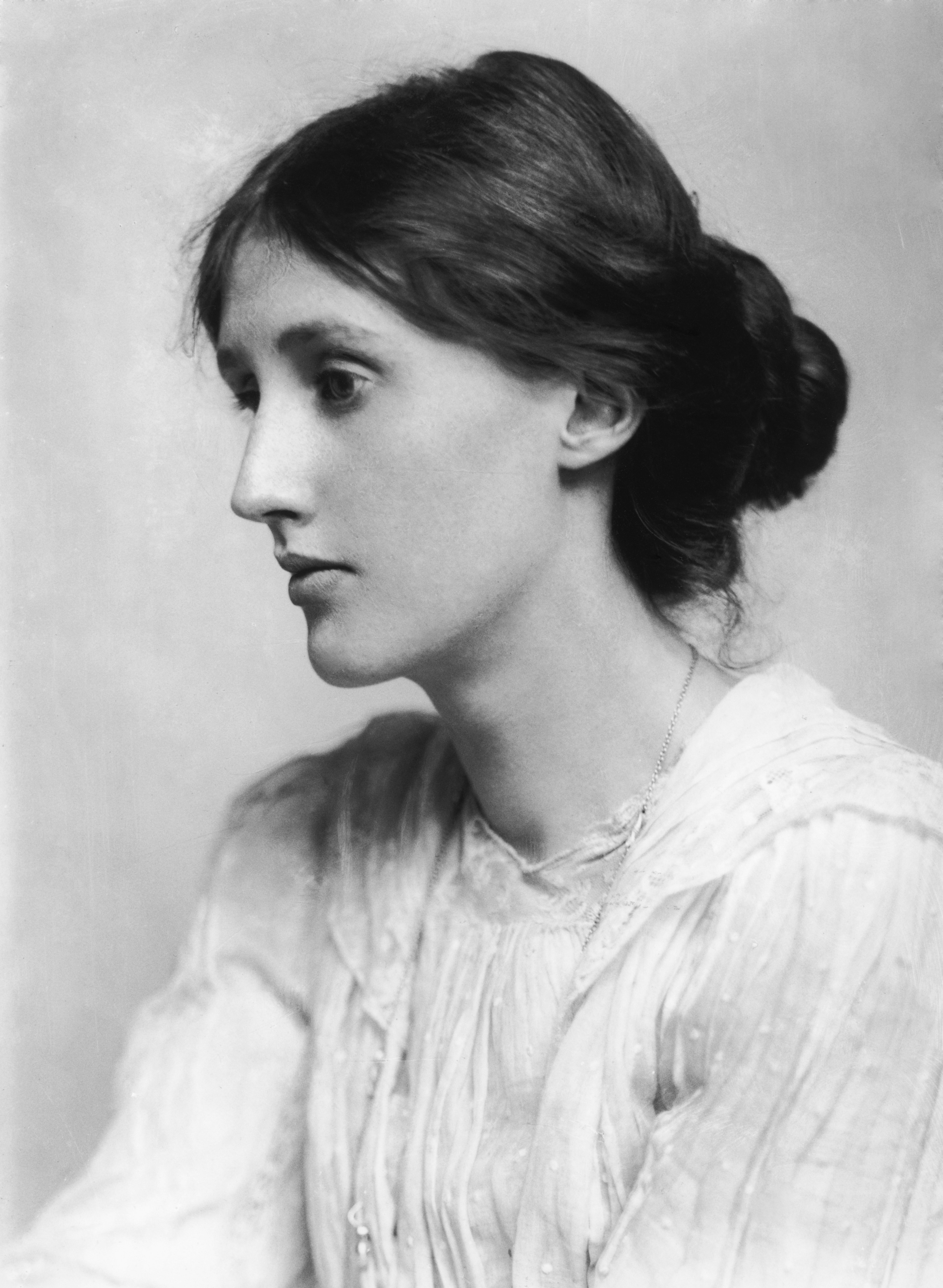
Virginia Woolf, que, per poder escriure -deia-, va haver de «matar l'àngel de la llar»

Woolf, en el seu assaig titulat Professions de la dona, visualitza aquesta figura com una dona jove i gràcil, que flota al seu voltant i li murmura les seves consignes de dona ideal. Afirma amb rotunditat que aquesta figura mai ha estat una dona real, sinó sempre un ideal masculí. Quan va morir el seu pare, ella afirma que la seva imaginació va quedar alliberada i que havia aconseguit «matar l'àngel de la llar».
Josune Muñoz, investigadora i crítica literària, fa menció d'altres tantes autores que amb la seva irrupció en diferents àmbits, com el literari o el científic, han adquirit valor, més enllà de l'enorme ombra que projecta Virginia Woolf. Muñoz afirma que «totes elles buscaven una habitació pròpia, una narració personal i social per a esquerdar l'àngel de la llar» i esmenta Vita Sackville-West i Agatha Christie com a exemples disruptius del model de la domesticitat.

## L'Àngel de la llar a Espanya
A Espanya, la idea de la domesticitat femenina era un conjunt poc definit d'idees tradicionals, religioses i valors burgesos. Al llarg de la segona meitat del segle xix, la influencia liberal, i més concretament el paper de la ciència, van influir en la transformació dels valors associats a la idea de l'àngel de la llar.
Una diferència substancial respecte a altres països amb cultura liberal, és que a Espanya aquest corrent no va ser capaç de superar les antigues concepcions de les dones. Així doncs, altres països transitaren de la misogínia tradicional, basada a fer creure que les dones eren inferiors als homes i moralment menyspreables, a una que dignificava a partir de la maternitat i d'una suposada espiritualitat superior a la dels homes, cas que no va passar a Espanya. No obstant això, dos sectors liberals van mostrar interès per constituir un model de feminitat alternatiu i diferent de l'heretat de l'Antic Règim: els krausistes i els positivistes. La introducció de la doctrina positivista l'any 1875 va implicar conseqüències negatives per a la visió social de les dones, perquè tractà de justificar una suposada inferioritat biològica d'aquestes envers els homes mentre que els krausistes es dedicaren a demostrar-la, aquesta suposada inferioritat femenina.
Aquest ideal de la domesticitat transita cap a una classe mitjana burgesa cap al segle xix, adaptant-se a aquest nou model burgès de mare i esposa il·lustrada. És per aquest motiu que les dones proletàries i pageses, allunyades de la classe mitjana i alta benestant, no complien ja de base aquesta idea de domesticitat, en tenir necessitat de treballar a causa dels seus escassos ingressos. És, per tant, que aquests models de conducta podien comportar una distinció no només de gènere, sinó també de classe. No entraven en el model de dona ideal ideat per la gran majoria de pensadors dels segles xviii i xix. Així mateix, també trobem una vessant interseccional, en tant que les dones pertanyents a altres col·lectius, com ara racialitzades i amb necessitats especials, tampoc eren tingudes en compte dintre d'aquest ideal.
La dècada de 1840 va resultar en l'impuls de l'escriptura femenina espanyola, resultat de les fissures que els corrents romàntics i liberalistes van provocaren el «discurs masclista de la incapacitat intelectual femenina» promogut pels positivistes. Van passar de ser entesas com a inferiors a ser considerades, simplement, diferents. Això les va apropar cap a una idea d'independència com a subjectes actius i no passius de l'acció, en aquest cas, de la literatura. Encara així, en col·lisionar amb la pressió masculina, que suposava que el mer fet d'escriure era antinatural per a les dones, va contribuir que es formés «un grup d'escriptores isabelnes que es representaren com el màxim estàndard de dona virtuosa per guanyar-se un espai literari propi». Tot i així, l'escriptura femenina quedà exclosa del cànon literari.

### L'àngel de la llar,de Pilar Sinués de Marco

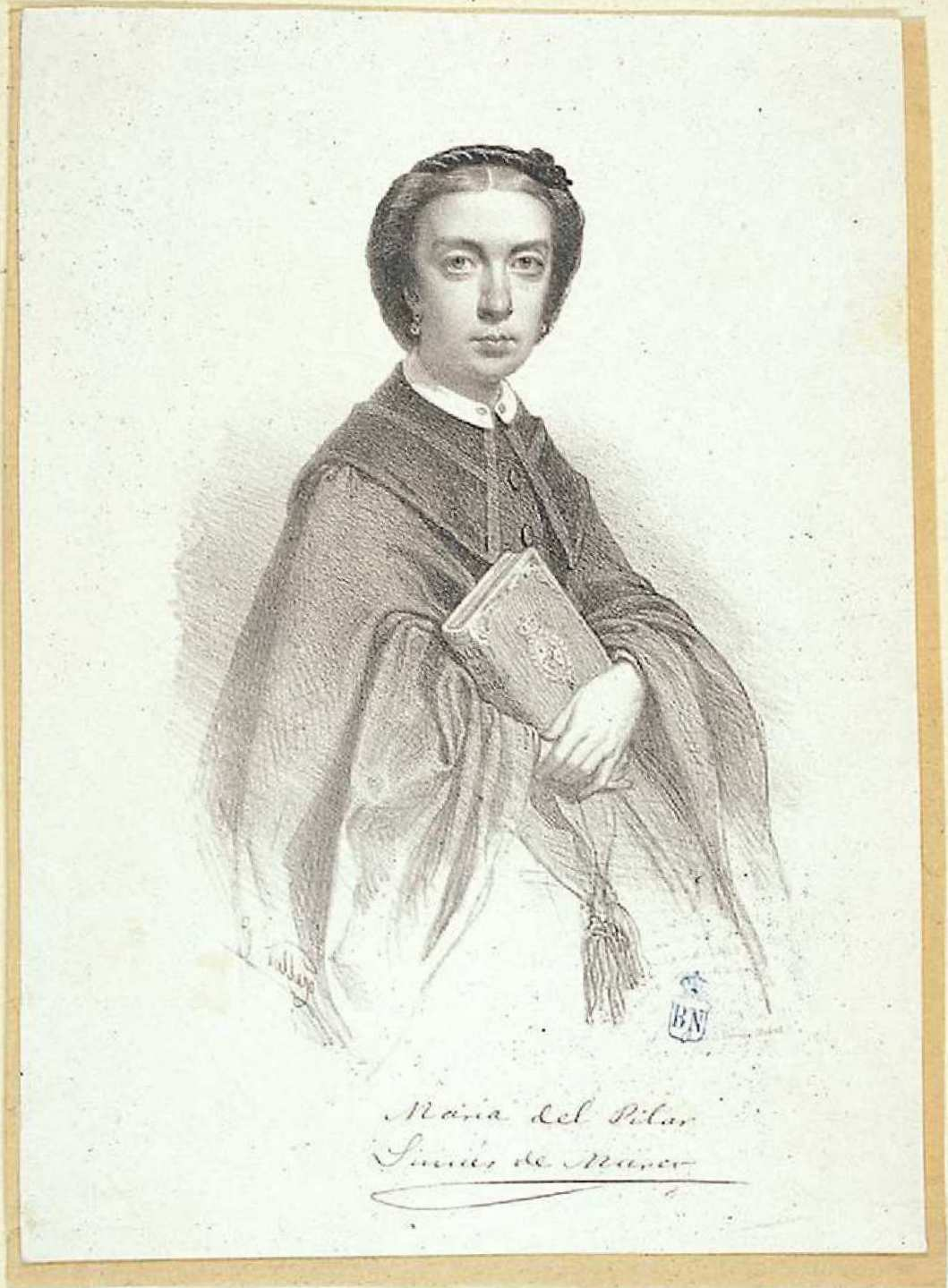
María del Pilar Sinués de Marco, litografia de José Vallejo. Il·lustració de la seva obra La ley de Dios.

També en el mateix segle xix, es publicà l'obra El Ángel del Hogar  (1859), que volia ser un «manual d'urbanitat» per a dones de la burgesia, mostrant amb claredat els càrrecs i expectatives que havien de ser desitjables per les dones de l'època a Espanya, d'acord amb el model mistificat decimonònic. L'ús exacte del concepte victorià per al títol és un senyal no només de la influència entre cultures que aquests ideals comporten sinó del ressorgiment de les idees ja presentades per Luis de León en La perfecta casada. L'obra es mantingué trenta anys en circulació, i es reedità vuit vegades, fins al 1815.
La seva autora, Pilar Sinués de Marco, juntament amb Angelina Grassi i Faustina Sáez de Melgar, publicaren una revista del mateix nom (entre 1864 i 1869) que va aconseguir gran èxit. Es dirigien cap a un públic femení il·lustrat i liberal de la burgesia, amb un contingut basat en ressenyes de moda, seccions pedagògiques o moralitzadores i crítica literària, amb una clara inclinació cristiana catòlica. Un dels seus principals aspectes és la importància que dona la revista en ser un referent en la formació de les dones i concretament en la seva educació moral.
Sinués de Marco promovia la imatge de la dona segons doctrines catòliques i patriarcals vigents en l'època, un model de conducta que també es podia trobar a la resta d'Europa. És també de destacar que no només es definía i desitjaba cert model de dona, sinó que també trobem exemples de la demonització de la desviació d'aquest model, com la de Pérez Galdós en l'obra Fortunata y Jacinta. La literatura decimonònica serveix, doncs, per constatar les imatges estereotipades que els homes estableixen respecte als rols que creuen que han de tenir les dones.
Encara i que la seva obra hagi comportat una guia moral per l'educació de les «dones virtuoses», segons Molina Puertos també promovia un pensament liberal, per tal com defensava l'educació per a la dona, encara que aquesta fos diferenciada i adequada a uns estàndards conservadors i masclistes concrets. L'alternativa encara més conservadora era la idea de la inferioritat de la dona per raó del seu sexe, de manera que encara que podríem llegir les tesis de Pilar Sinués de Marco com una limitació clara dels rols de gènere i de les expectatives de les dones de l'època, també és possible considerar que, en aquell context, defensava una educació liberal per a elles, superiors als homes en aspectes relacionats amb l'espiritualitat, encara que fos com a «educadora i esposa competent».

### L'ideal de la domesticitat en elfranquisme

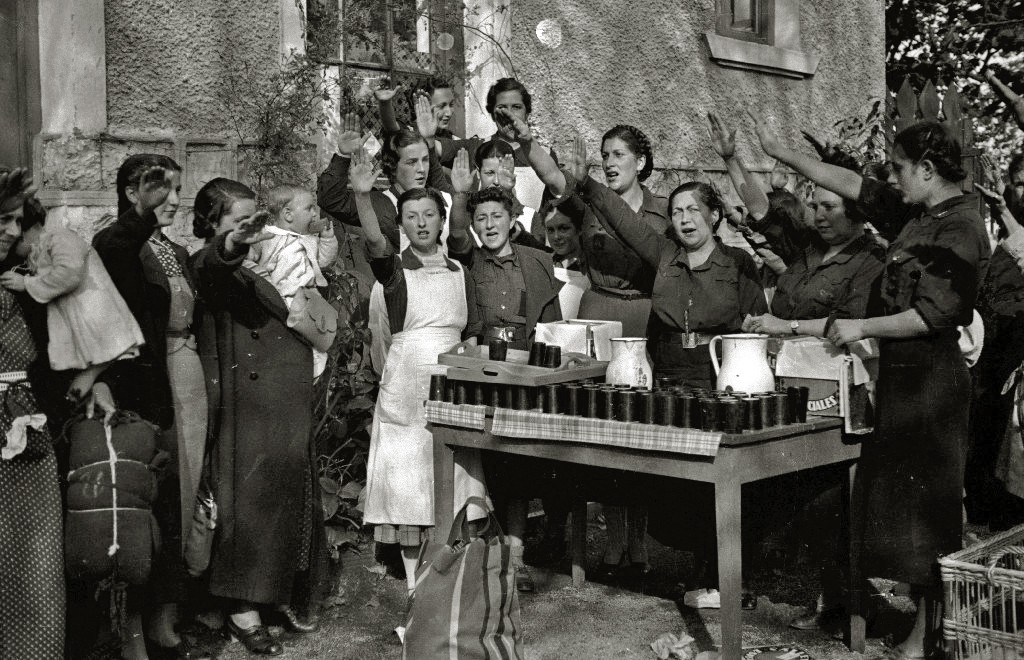
Repartiment de menjar per dones de la Sección Femenina

El franquisme va comportar un retrocés en molts drets socials i polítics, que va ser especialment acusat en el cas de les dones. Havent aconseguit el vot en el 1931 durant la Segona República Espanyola, ara es veien abocades al retrocés en aquest dret, a la limitació de les professions a les quals es podien dedicar, a la indumentària acceptada... En resum, al retorn a l'esfera privada després d'una guerra civil en què hi havien participat activament i contribuït tant com la resta de dones europees a la Segona Guerra Mundial.
La creació de la Sección Femenina a Espanya pel dictador Francisco Franco va fer reviure la imatge angelical d'aquest model, de manera coetània a mesures semblants adoptades a l'Alemanya nazi. Aquest organisme va contribuir a difondre els models vàlids de feminitat acceptats per la dictadura de Franco de 1938 a 1945. En una anàlisi de les dues principals revistes falangistes dirigides a dones feta per Angela Cenarra Lagunas, podem trobar que, per un costat, van retornar a conceptes com l'abnegació i el servei, «no només al marit sinó també a la pàtria i la particular labor de ser callada i silenciosa (...) per trencar amb l'excessiu i arriscat desplaçament cap al que és masculí, que desestabilitzava la tradicional separació d'àmbits d'actuació per homes i dones». Per altre costat, van recórrer a la noció de complementarietat entre homes i dones i, les que eren exemplars en diversos àmbits, com el literari, el polític o l'artístic, eren reconegudes com a excepcions dintre d'un marc que ja era misogin. Per tant, es retornava a idees establertes per a les dones en el segle passat, «és innegable que el franquisme, igual que altres règims feixistes, havia previst un «món petit» per a les dones, enfront del «món gran» dels homes».